# Mount Shackleton
Mount Shackleton är ett berg i Antarktis. Det ligger i Västantarktis. Argentina, Chile och Storbritannien gör anspråk på området. Toppen på Mount Shackleton är 1 465 meter över havet.
Terrängen runt Mount Shackleton är huvudsakligen kuperad, men åt nordost är den platt. Trakten är glest befolkad. Närmaste befolkade plats är forskningsstationen Vernadskij, 16,2 kilometer väster om Mount Shackleton. 